# افکار شیطانی
افکار شیطانی (انگلیسی: Evil Thoughts) یک فیلم کمدی ایتالیایی به کارگردانی اوگو تونیاتسی است که در سال ۱۹۷۶ منتشر شد.

## بازیگران
- اوگو تونیاتسی
- ادویژ فنش
- پائولو بوناچلی
- پی‌یرو ماتسارلا
- یانتی سومر
- مارا ونیر
- وروشکا فون لندورف
- اوراتسیو اورلاندو
- ماسیمو سراتو
- ریکی توناتسی
- لوک مرندا